# La Perle
La Perle es una localidad de Santa Lucía que forma parte del distrito de Laborie.